# Sicyonia inflexa
Sicyonia inflexa is een tienpotigensoort uit de familie van de Sicyoniidae. De wetenschappelijke naam van de soort is voor het eerst geldig gepubliceerd in 1949 door Kubo.